# Wojciech Lipniacki
Wojciech Tomasz Lipniacki (ur. 2 marca 1918 w Mławie, zm. 19 maja 1996 w Szczecinie), polski dziennikarz sportowy, publicysta, krajoznawca, geograf-regionalista, poeta, językoznawca polonista, żołnierz podziemia Armii Krajowej, działacz społeczny Polskiego Towarzystwa Krajoznawczego i Polskiego Towarzystwa Turystyczno-Krajoznawczego.

## Dzieciństwo i młodość
Rodzice Walery i Aurelia z Mączkiewiczów, krótko po przyjściu na świat Wojciecha, wyprowadzili się z Mławy i zamieszkali w śródmieściu Warszawy, przy ul. Nowogrodzkiej 26 (obecnie hotel Novotel). Ojciec był urzędnikiem w Ministerstwie Spraw Wewnętrznych, po przewrocie majowym w 1926, przeszedł do sądownictwa. Czytać i pisać Wojciech nauczył się w domu, dalszą wiedzę zdobywał w Gimnazjum Państwowym im. Adama Mickiewicza.
W 1933 ojciec ukończył w Miedzeszynie, wówczas podwarszawskim letnisku, budować willę i Lipniaccy po raz drugi zmienili adres zamieszkania. Prawdopodobnie w tym samym roku przepisano Wojciecha do gimnazjum przy ul. Polnej. O niezwykłej atrakcyjności miejsca nowego pobytu, Miedzeszyna i okolic świadczą dzisiejsze Mazowiecki Park Krajobrazowy z przeszło 60 pomnikami przyrody oraz otoczenie rezerwatami przyrody: „Las im. Jana III Sobieskiego”, „Świder” (doliny rzek Świdra i Mieni), wiślańskimi „Wyspy Świderskie” i „Wyspy Zawadowskie”. W tak urozmaiconym krajobrazie i bogatej przyrodzie wzrastał i kształtował się przyszły krajoznawca-regionalista.
Miedzeszyn to była także najnowsza historia z niezabliźnionymi ranami bitwy warszawskiej 1920, ze świeżymi jeszcze śladami frontowych transzei. W celu dokładnego rozpoznania krwawych wydarzeń, Wojciech zwiedzał okolice Kołbieli, Sufczyna, Glinianki i Sępochowa, przeprowadzał długie rozmowy ze świadkami bitwy, mieszkańcami wsi i żołnierzami, robił notatki, fotografował. Te pierwsze wycieczki po najbliższej okolicy wykazały talent wnikliwego badacza i obserwatora, opierającego się na rzetelnej wiedzy, stroniącego od fantazjowania. Z lat szkolnych, szóstej klasy gimnzjum dał się poznać jako autor dokumentacji krajoznawczej z wycieczki do Krakowa, na Śląsk i w góry. Swoje szerokie zainteresowania ciągle rozwijał, pasjonował się językiem polskim, literaturą, geografią, historią i kulturą narodową. Swoje pierwsze artykuły o pięknie Mazowsza opublikował już w 1937, a rok później wstąpił do Polskiego Towarzystwa Krajoznawczego. Nie bez znaczenia był fakt, że wówczas jednym z „przyjaciół domu” Lipniackich był Aleksander Janowski „Wuj”, założyciel PTK, był on dla Wojciecha pierwszym przewodnikiem i nauczycielem krajoznawstwa, razem przemierzali szlaki turystyczne w okolicach Warszawy.
Z tego okresu wywodzi się początek przyjaźni z późniejszym wykładowcą i krytykiem literatury Leonem Pomirowskim (1891-1943). Zaczęło się od sporu, który z wieszczów romantyzmu zasługuje na największe uznanie, Wojciech optował za Juliuszem Słowackim, a swój wywód solidnie uzasadnił, czym zaimponował swemu adwersarzowi, zwolennikowi Adama Mickiewicza. Wojciech, jeśli tylko był przekonany o swojej racji, nigdy nikomu nie ustąpił, miał trudny, nieprzejednany charakter, czym przez całe swoje życie zrażał do siebie wielu ludzi, jednak z tego samego powodu zdobywał prawdziwych przyjaciół i to na długie lata. Leon Pomirowski pomagał Wojciechowi w pracy nad formą i warsztatem jego pierwszych publikacji i młodzieńczych prób poetyckich, zapoznał Wojciecha z poetami Władysławem Broniewskim i Julianem Tuwimem, oraz z językoznawcami Stanisławem Szoberem i Witoldem Doroszewskim. Nowo nawiązane znajomości z takimi sławami dopingowały ambitnego Wojciecha do coraz intensywniejszej pracy i doskonalenia się. Owocem tych kontaktów było podjęcie się dzieła Słownika wyrazów bliskoznacznych, w przeddzień wybuchu II wojny światowej kartoteka synonimów liczyła 12 000 haseł i była gotowa do maszynopisania.

## Druga wojna światowa
Opracowanie przekazano do przepisania znajomej maszynistce, dawnej sąsiadce Lipniackich, z kamienicy przy ul. Nowogrodzkiej 26. Dom ten podczas wrześniowych 1939 roku nalotów niemieckich bombowców, jako jeden z pierwszych został doszczętnie zrujnowany. Po iście benedyktyńskiej pracy Wojciecha nie było nawet śladu (mimo tego, nie poddał się, w każdej wolnej chwili pieczołowicie odtwarzał Słownik wyrazów bliskoznacznych, jednak wisiało nad nim jakby fatum, nieukończone dzieło spłonęło zaraz po powstaniu warszawskim).
19 września 1939 został aresztowany jako cywil i osadzony najpierw w pobliskiej Falenicy, następnie w obozie przejściowym w Ostrołęce, w zabytkowym klasztorze pobernardyńskim, skąd po dwóch tygodniach udało mu się uciec.
W 1940 wstąpił w związek małżeński z Zofią Bartoszewicz i podjął pracę w Sądzie Powiatowym w Piasecznie. Zaangażowany został jako redaktor i szyfrant podziemnej radiostacji. W 1941 zaczął uczęszczać na zajęcia z polonistyki Uniwersytetu Latającego, na którym wykładał prof. Władysław Tatarkiewicz. Sławna postać wykładowcy pozostawiła na osobowości Wojciecha wyraźne piętno. Wiosną 1942 został zdekonspirowany, powrócił do Miedzeszyna i zatrudnił się w urzędzie hipotecznym w Otwocku. Na trzy dni przed wybuchem powstania warszawskiego obronił pracę magisterską pod tytułem „Anatomia rymu polskiego”. Po wkroczeniu Rosjan uległ ciężkiemu wypadkowi, znalazł się na pięć długich miesięcy w polowym szpitalu, który opuścił po dwóch skomplikowanych operacjach, jednak z poważną wadą serca.

## Powojenna Warszawa
Z powodu konspiracyjnej działalności, Wojciech był represjonowany, nie zalegalizowano mu ukończenia tajnych kompletów. Pod koniec 1946 trafił do redakcji sportowej pod skrzydła red. Kazimiery Muszałówny (1902-1980). W wolnym czasie wrócił do swych dawnych pasji, zwiedzał okolice Otwocka, niemal na każdym kroku trafiając na świadectwa okropności wojny. Powrócił także do prób poetyckich, pisał wiersze, udanie je publikował w prasie i w radiu. W 1948 w przedolimpijskim konkursie poezji o tematyce sportowej zajął II miejsce za Jarosławem Iwaszkiewiczem i Romanem Sadowskim. Zachęcony zaczął pisać teksty piosenek, z których wiele za przyczyną różnych wykonawców trafiło do radia, telewizji i na płyty gramofonowe. Dwukrotnie zdobył I nagrodę za teksty piosenek turystycznych.
W 1949 uzyskał etat w Wydziale Wydawnictw Biura Propagandy i Agitacji w Głównym Komitecie Kultury Fizycznej. W 1953 został współzałożycielem Wydawnictwa Sport i Turystyka, nieco później tygodnika Sportowiec i miesięcznika Sport dla Wszystkich.
W 1955 za sprawą odnowionej znajomości z prof. Witoldem Doroszewskim, redaktorem Słownika języka polskiego, został zaproszony do opracowania haseł z dziedziny sportu, turystyki i marynistyki.
W 1958 Wojciech Lipniacki wstąpił do Polskiego Towarzystwa Turystyczno-Krajoznawczego. W latach 1962–72 był pracownikiem Oddziału Mazowieckiego PTTK, w którym pełnił funkcję przewodniczącego Mazowieckiej Komisji Krajoznawczej. W 1968 zmarła żona Zofia, od tego czasu jeszcze bardziej rzucił się w wir pracy zawodowej i społecznej. Był jednym z pomysłodawców inwentaryzacji krajoznawczej województwa warszawskiego, czego owocem  był opublikowany w 1971 Słownik krajoznawczy powiatu otwockiego. Niestety, na tej pozycji z różnych przyczyn poprzestano, nie udało się zrealizować zamiaru wydania Słownika krajoznawczego województwa warszawskiego. Tego samego roku powołano go na kierownika Mazowieckiej Pracowni Krajoznawczej, która powstała między innymi z jego inicjatywy. W 1972 został członkiem Komisji Krajoznawczej Zarządu Głównego PTTK. W tym czasie, przy okazji swych licznych podróży, uległ wyjątkowemu pięknu Puszczy Bukowej pod Szczecinem, dokąd coraz częściej wracał. Poznał tu Małgorzatę Synowiec i w 1973 wstąpił po raz drugi w związek małżeński. Za jej namową przeprowadził się do Szczecina.

## „Knieja Bukowa pod Szczecinem”

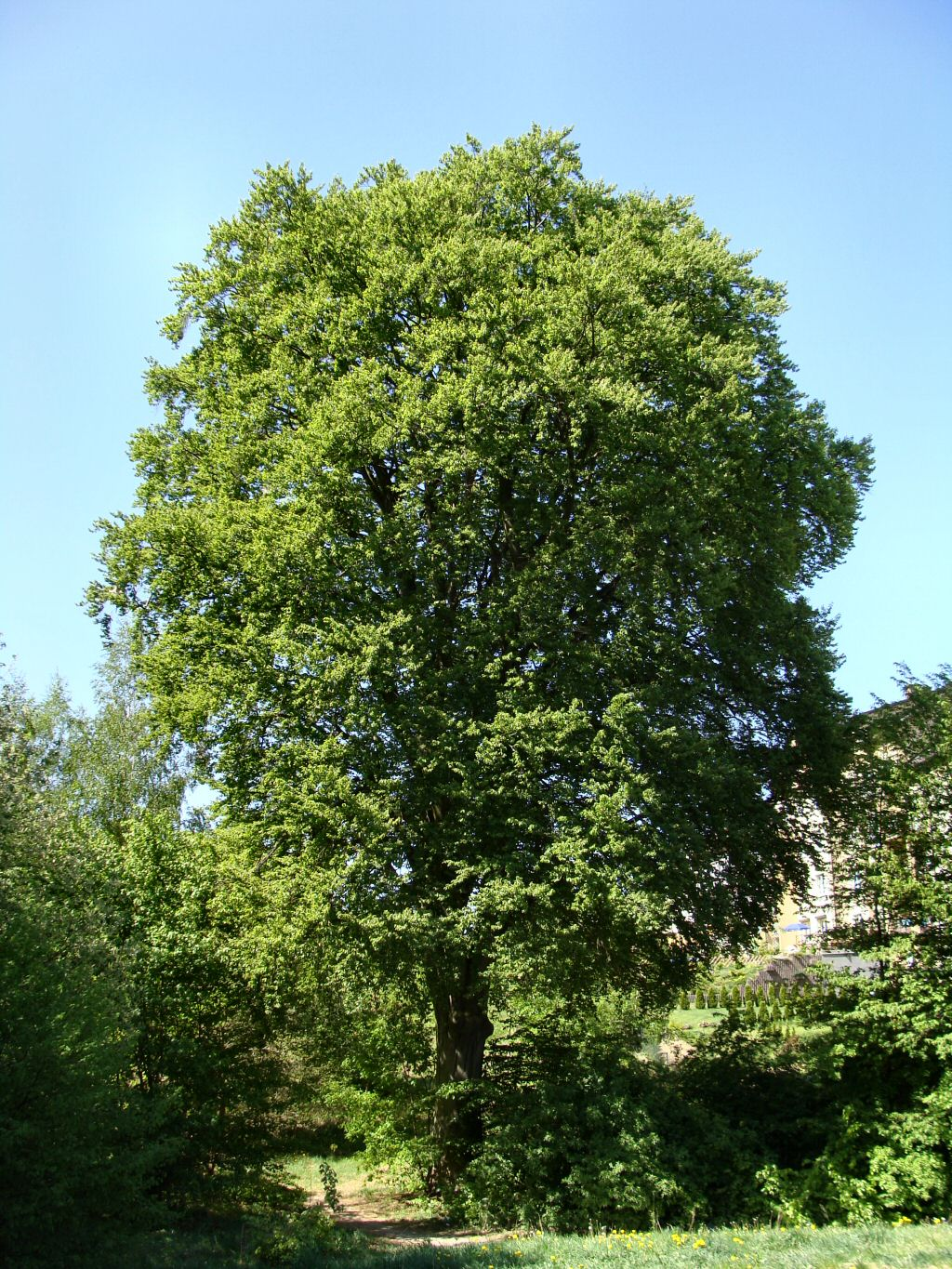
Buk im. Wojciecha Lipniackiego w Szczecinie

Zamieszkał w poniemieckiej willi na Pogodnie, w pobliżu Parku Kasprowicza. Zatrudnienie w gospodarce komunalnej mógł z łatwością godzić ze swoimi pasjami, które rozwijał z każdym miesiącem coraz bardziej, coraz więcej pomysłów, także tych nie zrealizowanych w Warszawie, przenosił na grunt Szczecina. Został najpierw członkiem, następnie przewodniczącym Komisji Krajoznawczej Zarządu Wojewódzkiego PTTK oraz członkiem Zarządu Wojewódzkiego PTTK. Propagował krajoznawczy ruch kolekcjonerski, udanie zainicjował na lata 1976-80 akcję krajoznawczą PND (Polska Naszych Dni), był pomysłodawcą i realizatorem ogólnopolskich imprez krajoznawczych w Szczecinie: w 1979 III Sejmiku Morskiego, a w 1982 XII CZAK-u (Centralnego Zlotu Aktywu Krajoznawczego). W roczniku PTTK Ziemia (1977, s.133-150) opublikował pionierski artykuł pod tytułem Nazwy terenowe Kniei Bukowej. Po przejściu na emeryturę w 1979 napisał dzieło swego życia, dwutomowe Elementy teorii krajoznawstwa (wydane w latach 1985-86 przez Zarząd Wojewódzki PTTK w Szczecinie). Napisał także wiele przewodników, m.in.: Jezioro Szmaragdowe (1979), Knieja Bukowa pod Szczecinem (1981), Woliński Park Narodowy (1981), Puszcza Bukowa (1993) oraz niezliczone artykuły w takich czasopismach jak: Gościniec, Poznaj swój kraj, czy Jantarowe Szlaki. W tym ostatnim periodyku (kwartalnik z redakcją w Gdańsku), w latach 1976-92 był członkiem Kolegium Redakcyjnego. W 1984 doprowadził do utworzenia Regionalnej Pracowni Krajoznawczej przy Zarządzie Wojewódzkim PTTK w Szczecinie. Również jego zasługą było podjęcie przez Komisję Krajoznawczą Zarządu Głównego PTTK uchwały dotyczącej kompleksowej inwentaryzacji krajoznawczej Polski. Przez cały czas swej aktywnej działalności nie zapominał o umiłowanej Puszczy Bukowej, do której udawał się w każdej nadarzającej się okazji. Z wielką pasją wędrował znakowanymi szlakami, leśnymi duktami, dolinkami i wzniesieniami, penetrował uroczyska, zwiedzał siedziby ludzkie, obecne i te opuszczone. Owocem tych wieloletnich wycieczek i zaangażowanej żmudnej pracy jest dzieło Atlas krajoznawczy Puszczy Bukowej, wprawdzie do dziś nie udało się go wydać w wersji tradycyjnej, książkowej, jednak od paru lat funkcjonuje jako już kultowy, internetowy Leksykon Puszczy Bukowej Wojciecha Lipniackiego.
Za swoje wszystkie zasługi, w 1978 otrzymał Złotą Honorową Odznakę PTTK, w 1983 Krzyż Kawalerski Orderu Odrodzenia Polski, a 13 stycznia 1990 został wyróżniony godnością Członka Honorowego PTTK.
Zmarł po długiej i ciężkiej chorobie 19 maja 1996. Spoczywa na cmentarzu Centralnym w Szczecinie (kwatera 113a, rząd 5, grób 21).
W pierwszą rocznicę śmierci, Jego imieniem nazwano na pograniczu osiedla Bukowego i Szczecińskiego Parku Krajobrazowego „Puszcza Bukowa”, pomnikowy buk oraz prowadzący tuż obok, znakowany czerwony turystyczny Szlak przez Słupi Głaz.
W piątą rocznicę śmierci, 21 maja 2001, Wojciech Lipniacki został patronem Regionalnej Pracowni Krajoznawczej PTTK w Szczecinie.

## Ważniejsze wydawnictwa i publikacje
- Słownik krajoznawczy powiatu otwockiego, Oddział Mazowiecki PTTK, Warszawa 1971,
- Jezioro Szmaragdowe, Zakład Wydawniczo-Propagandowy PTTK, Warszawa 1979,
- Knieja Bukowa pod Szczecinem, przewodnik, Zakład Wydawniczo-Propagandowy PTTK, Warszawa 1981,
- Woliński Park Narodowy, znakowane szlaki turystyczne, PTTK Oddział w Międzyzdrojach, Świnoujście-Międzyzdroje 1981,
- Elementy teorii krajoznawstwa, Tomy: I i II, Zarząd Wojewódzki PTTK, Szczecin 1985-86,
- Puszcza Bukowa, miniprzewodnik, Centralny Ośrodek Informacji Turystycznej, Szczecin 1993,
- Nazwy terenowe Kniei Bukowej, w: Ziemia, 1977, s. 133-150, ZG PTTK, Warszawa,
- ponad 50 artykułów w kwartalniku Jantarowe Szlaki (1971-89)